# Boveycantharis tokatensis
Boveycantharis tokatensis is een keversoort uit de familie soldaatjes (Cantharidae). De wetenschappelijke naam van de soort werd in 1898 gepubliceerd door Maurice Pic.